# Nuestros Pequeños Hermanos
Nuestros Pequeños Hermanos (deutsch Unsere kleinen Brüder und Schwestern) ist eine mexikanische Hilfsorganisation mit Sitz in Cuernavaca. Das christliche Kinderhilfswerk unterhält Waisenhäuser in mehreren Staaten Lateinamerikas und der Karibik (u. a. in Mexiko, Honduras, Haiti, Nicaragua, Guatemala, El Salvador, Dominikanische Republik, Peru und Bolivien).

## Geschichte
Die Organisation wurde vom US-amerikanischen katholischen Priester William Wasson gegründet.
Auslöser der Gründung im August 1954 war ein 16-jähriger Straßenjunge, der Geld aus dem Opferstock der Kirche in Mexiko-Stadt/Mexiko stahl, in der William Wasson als Geistlicher arbeitete. Der Priester bat den Jugendrichter, sich um den Jungen kümmern zu dürfen, worauf der Richter ihm im Laufe der nächsten Tage weitere Straßenkinder schickte. Zum Jahresende 1954 war diese Gruppe bereits auf 32 Kinder angewachsen. 1959 wurden erstmals Mädchen aufgenommen und 1963 betreute man bereits 396 Kinder. Um die Arbeit Padre Wassons unterstützen und koordinieren zu können, gründete sich 1969 die Our Little Brothers and Sisters, Inc. im US-Bundesstaat Virginia.
1970 wurde in Miacatlán, südlich von Mexiko-Stadt, eine ehemalige Zuckerrohrplantage erworben und ein erstes Kinderdorf errichtet. 1986 eröffnete das erste Waisenhaus der Organisation außerhalb Mexikos in Honduras, in den weiteren Jahren kamen noch Einrichtungen in Haiti (seit 1988), Nicaragua (seit 1995), Guatemala (seit 1996), El Salvador (seit 1999), der Dominikanischen Republik (seit 2002), Peru (seit 2004) und Bolivien (seit 2005) hinzu. Aktuell werden insgesamt etwa 3000 Kinder betreut, seit Gründung sind es über 15.000.
Die Organisation unterhält heute Förderbüros in den USA (Stammsitz), Deutschland, Kanada, Österreich, der Schweiz, Irland, Belgien, Frankreich, Spanien, Mexiko, Italien und den Niederlanden. William Wasson wurde unter anderem mit dem Orden vom Aztekischen Adler (Águila Azteca), der höchsten Auszeichnung Mexikos, die Nichtmexikanern für Verdienste um das Land verliehen wird, ausgezeichnet.

## Philosophie
Das Hilfswerk sieht nach eigenem Bekunden seinen Auftrag darin, verlassene und verwaiste Kinder mit Unterkunft, Essen, Kleidung, medizinischer Betreuung und schulischer Ausbildung zu versorgen. Die Kinder sollen in einer christlich orientierten, familiären Umgebung aufwachsen, in der auf bedingungslose Annahme und Liebe, Teilen, Mitarbeit und Verantwortung Wert gelegt wird. Eine Adoption durch Paten ist nicht gestattet, da die Kinder zu verantwortungsvollen Bürgern ihrer jeweiligen Länder erzogen werden sollen, um somit im Erwachsenenalter als verantwortungsbewusste, selbständige und sozial engagierte Bürger einen Beitrag zur Entwicklung ihrer jeweiligen Länder leisten zu können.
Den in den Waisenhäuser betreuten Kinder wird die Möglichkeit einer Berufs- bzw. Universitätsausbildung ermöglicht, erstere in zum Teil hauseigenen Lehrwerkstätten. Ein in den Einrichtungen zu leistendes soziales Jahr ist für alle ehemaligen Heimbewohner Pflicht.

## Nationale Unterorganisationen

### nph Kinderhilfe Lateinamerika e.V.
Die deutsche Vertretung wurde 1984 gegründet und hat ihren Sitz in Karlsruhe. Der  nph Kinderhilfe Lateinamerika e.V. (ehemals „Unsere kleinen Brüder und Schwestern e.V.“) ist vom Finanzamt als mildtätig anerkannt und trägt das Spenden-Siegel des Deutschen Zentralinstituts für soziale Fragen (DZI).
Die finanzielle Unterstützung der Organisation kann im Rahmen einer Patenschaft, Einzelspende oder der Förderung eines Projekts (z. B. Bau von Lehrwerkstätten) erfolgen.

### NPH Österreich – Hilfe für Waisenkinder
Seit 1984 ist das Kinderhilfswerk auch mit einem Sitz in Wien vertreten. Dieser Standort war das erste von den heute insgesamt neun europäischen Fundraising-Büros.
NPH Österreich trägt seit 2001, als eine der ersten österreichischen Organisationen, das Österreichische Spendengütesiegel und garantiert dadurch objektive und nachprüfbare Standards bei der Aufbringung sowie bei der Verwaltung seiner Spendengelder.
Durch das Aufbringen von Spenden und Patenschaften sichert NPH Österreich die Betreuung und Ausbildung der Kinder sowie die Finanzierung von Projekten. Ebenso werden regelmäßig freiwillige Volontäre und Zivildiener in die Projektländer entsendet. Weitere wichtige Aufgaben sind Informationsarbeit und Bewusstseinsbildung der österreichischen Bevölkerung für Themen der Entwicklungszusammenarbeit in Lateinamerika.
Im Jahr 2006 erhielten zwei Volontärinnen des Vereins vom österreichischen Sozialministerium den ersten Preis im Rahmen der Voluntaria 2006 „Freiwillige bewegen Österreich – Freiwillige bewegen Europa“.

### Stiftung Unsere kleinen Brüder und Schwestern (Schweiz)
1985 gesellte sich die schweizerische Vertretung von Nuestros Pequeños Hermanos unter dem Namen „Unsere kleinen Brüder und Schwestern“ mit Sitz in St. Gallen dazu. Der Stiftungsrat amtet ehrenamtlich. Die Geschäftsstelle befindet sich in Zürich.
Die Stiftung in der Schweiz ist von der Eidg. Stiftungsaufsicht als gemeinnützig anerkannt und wird von PricewaterhouseCoopers AG jährlich geprüft. Die finanzielle Unterstützung der Organisation kann im Rahmen einer Patenschaft, Einzelspende oder der Förderung eines Projekts (z. B. Bau von Lehrwerkstätten) erfolgen. Ebenso werden regelmäßig freiwillige Volontäre in die Projektländer entsendet.